# Biblioteca Nacional d'Espanya
La Biblioteca Nacional d'Espanya està situada en el número 20 del passeig de Recoletos de Madrid, compartint edifici amb el Museu Arqueològic Nacional. És la principal biblioteca espanyola, sent el centre dipositari del patrimoni bibliogràfic espanyol. Actualment (2005) compta amb un fons bibliogràfic de 17 milions de documents, i té a més una segona seu en Alcalá d'Henares.
L'origen dels seus fons inicials fou la biblioteca de l'arquebisbe de València Antoni Folch de Cardona i altres biblioteques de persones d'ideologia austriacista a causa de l'apropiació dels béns del bàndol perdedor a la Guerra de Successió espanyola. Fou fundada oficialment amb un decret el 1716, després d'haver ja estat oberta al públic des de març de 1712.
Pel 2018 van tirar endavant la BNELab un "espai virtual per al desenvolupament de productes i serveis a partir del contingut de la biblioteca", desenvolupat en col·laboració amb Red.es.

## Govern i administració
La Biblioteca depèn directament del Ministeri de Cultura o equivalent i del director general d'aquesta, que compten amb un Reial Patronat a qui la llei atribueix les facultats d'"òrgan superior consultiu" i que té com estructura estable un Consell de Direcció, una Direcció Tècnica i una Gerència.

## Seus de la Biblioteca Nacional
Segons els seus estatus, formes part del patrimoni de l'organisme autònom de la Biblioteca Nacional, les seus del passeig de Recoletos (Madrid), d'Alcalà d'Henares i de l'Hemeroteca Nacional. El 2010 es va crear la Seu Electrònica de la Biblioteca Nacional d'Espanya.

## Fons

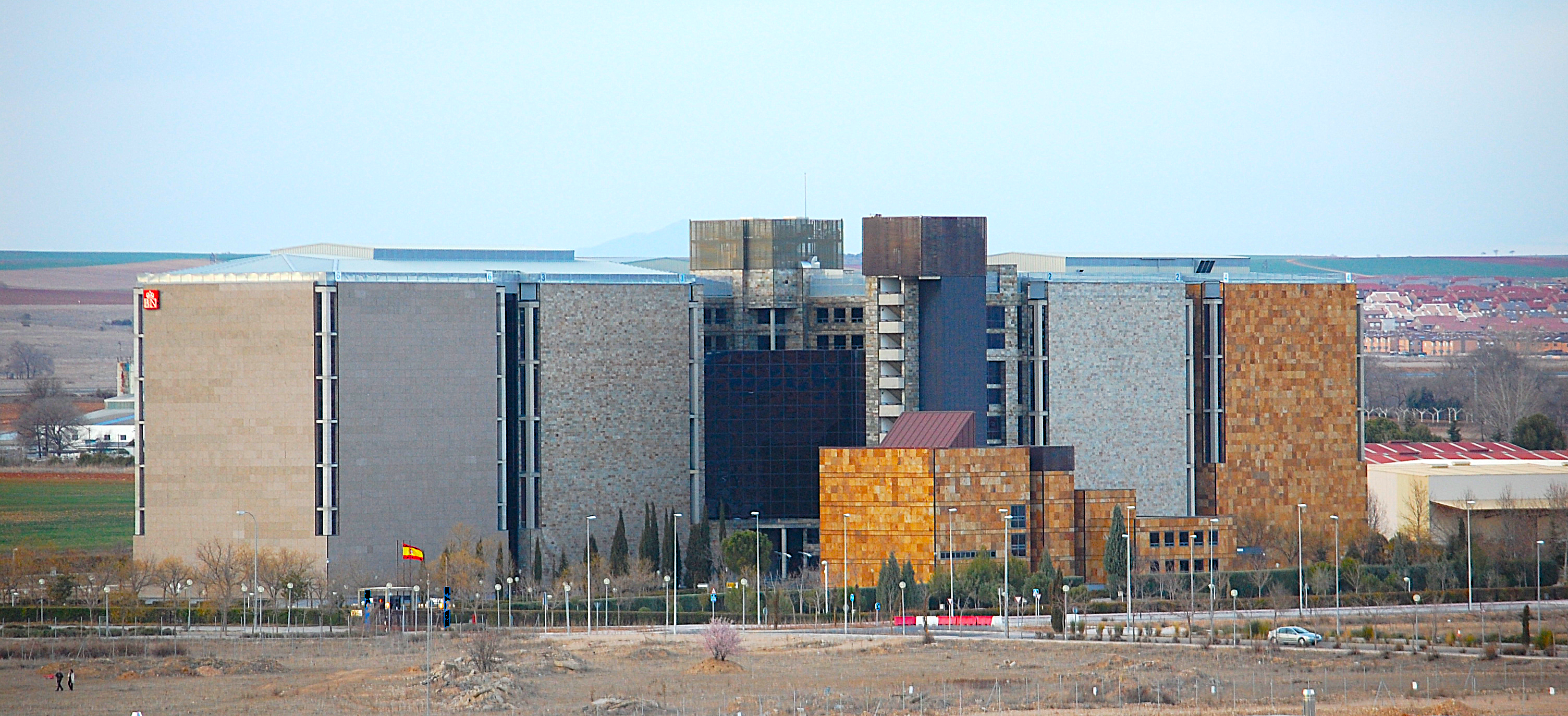
Seu de la Biblioteca Nacional d'Espanya a Alcalá de Henares.

En l'actualitat disposa de sis milions de llibres, unes 100.000 publicacions periòdiques, 30 mil manuscrits i vuit milions de documents: 
- 2.073.718 Llibres moderns des de 1831
- 215.383 Enregistraments sonors
- 122.327 Revistes i Periòdics
- 106.007 Partitures
- 89.278 Llibres antics fins a 1830
- 80.167 Gravats, Dibuixos i Fotografies
- 46.624 Mapes i Plànols
- 42.035 Videoenregistraments
- 9.512 Manuscrits i Documents

## Patronat
Vocals nats
- Carme Artigas Brugal
- Eduardo Fernández Palomares
- Víctor Francos Díaz
- M.ª José Gálvez Salvador
- Carlos Marco Estellés
- Pilar Paneque Sosa
- Raimundo Pérez-Hernández y Torra
- Ana Santos Aramburo

Vocals nats representants de les comunitats autònomes
- Ignacio Apezteguia Morentin
- Nuria Flores Redondo
- Catalina Solivellas Rotger

Vocals designats
- Lluís Agustí Ruiz

- Isabel Burdiel Bueno
- Anna Caballé Masforroll
- Carme Chaparro Martínez
- Daniel Fernández Gutiérrez
- Inés Fernández-Ordóñez Hernández
- Ibán García del Blanco
- José María Lassalle Ruiz

- Emilio Lledó Íñigo
- Gregorio Marañón y Bertrán de Lis
- Sandra Ollo Razquin
- Soledad Puértolas Villanueva
- Alejandro Sánchez Pizarro (Alejandro Sanz)
- Elena Santiago Páez
- Alicia Sellés Carot
- Lorenzo Silva Amador
- Juan Pablo Villalobos Alva